# Christian Ravel
Christian Ravel (Longjumeau, 7 de agosto de 1948 - Francorchamps, 4 de julio de 1971) fue un piloto de motociclismo francés, que participó en el Campeonato del Mundo de Motociclismo entre 1969 y 1971. Su mejor temporada fue en 1970 cuando acabó en octavo lugar de la categoría de 500cc.

## Biografía
A los doce años, Ravel comenzó a ver las carreras de su hermano en el circuito de su ciudad natal. En 1966, se convirtió en campeón de Francia de la categoría de 250cc con Ducati y Yamaha TD 1B. Un año después debutaría en el Campeonato del Mundo de Motociclismo en el Gran Premio de su país donde acabaría en octava posición. En 1969 fue incluido en el equipo Écurie-Sonauto-Yamaha con un Yamaha TD 2  con los que terminó noveno en el Gran Premio de Finlandia y décimo en el  TT de Assen y terminó en el puesto 44 de la clasificación general.
En 1970, Louis Tébec y él montaron una Kawasaki H1500 Mach III del distribuidor francés Xavier Maugendre en los 1.000 km de Le Mans. Ganaron esta carrera y Ravel recibió una oferta del equipo del Gran Premio de 500 cc de Maugendre, para desarrollar la Kawasaki H1R en el campeonato mundial de 500 cc junto con Eric Offenstadt. Con ese motor se convirtió en campeón francés en la clase de 500 cc. En 1970 fue octavo en la clasificación general de la cilindrada y conseguiría un segundo puesto en el Gran Premio de Bélgica.
La temporada 1971 no había comenzado de la mejor manera para Ravel. Había abandonado en todos los Grandes Premios que había participado. Sin embargo, en el Gran Premio de Bélgica luchaba por la victoria con el gran favorito Giacomo Agostini. Cuando faltaba una vuelta para terminar, Ravel, que iba en segunda posición, tuvo un encontronazo con su compañero Offenstadt. Ravel resultó primero alcanzado por la moto de Offenstadt y después proyectado piloto chocó de cabeza contra la protección. Lo llevaron al hospital de Francorchamps , donde murió poco tiempo después.

## Resultados en el Campeonato del Mundo
Sistema de puntuación desde 1969 hasta 1987:
| Posición | 1.º | 2.º | 3.º | 4.º | 5.º | 6.º | 7.º | 8.º | 9.º | 10.º |
| Puntos   | 15  | 12  | 10  | 8   | 6   | 5   | 4   | 3   | 2   | 1    |

### Carreras por año
(Carreras en negrita indica pole position, carreras en cursiva indica vuelta rápida)
| Año  | Cat.  | Equipo   | 1       | 2       | 3     | 4       | 5           | 6      | 7       | 8     | 9       | 10      | 11    | 12    | 13    | Pts. | Pos. |
| ---- | ----- | -------- | ------- | ------- | ----- | ------- | ----------- | ------ | ------- | ----- | ------- | ------- | ----- | ----- | ----- | ---- | ---- |
| 1967 | 50cc  | Kreidler | ESP -   | GER -   | FRA 8 | IOM -   | NED -       | BEL -  | DDR -   |       |         |         |       |       | JPN - | 0    | –    |
| 1969 | 250cc | Kawasaki | ESP -   | GER -   | FRA 9 | IOM -   | NED 10      | BEL 12 | DDR -   | CZE - | FIN -   | ULS -   | NAT - | YUG - |       | 3    | 44.º |
| 1970 | 250cc | Kawasaki | GER -   | FRA 16  | YUG - | IOM -   | NED -       |        | DDR Ret | CZE - | FIN Ret | ULS -   | NAT - | ESP - |       | 0    | -    |
| 1970 | 500cc | Kawasaki | GER -   | FRA 8   | YUG - | IOM -   | NED Ret     | BEL 2  | DDR 5   |       | FIN Ret | ULS Ret | NAT - | ESP 8 |       | 24   | 8.º  |
| 1971 | 500cc | Honda    | AUT Ret | GER Ret | IOM - | NED Ret | BEL Ret (†) | DDR -  | CZE -   | SWE - | FIN -   | ULS -   | NAT - | ESP - |       | 0    | -    |